# Евровидение-2020
Конкурс песни «Евровидение-2020» (англ. Eurovision Song Contest 2020, фр. Concours Eurovision de la chanson 2020, нидерл. Eurovisie Songfestival 2020) — отменённый 65‑й юбилейный конкурс песни «Евровидение», который должен был состояться в Нидерландах после победы представителя страны Дункана Лоуренса с песней «Arcade» на конкурсе 2019 года, проходившем в Тель-Авиве, Израиль. 18 марта 2020 ЕВС официально отменил конкурс в связи с пандемией COVID-19, что стало первым случаем отмены конкурса за всю его историю. В качестве замены 16 мая в эфир вышло специальное музыкальное шоу «Европа зажигает огни» с участием конкурсантов и ведущих «Евровидения».

## Место проведения
Страна-победительница конкурса 2019 года — Нидерланды — получила право на проведение конкурса 2020 года. Представитель нидерландской компании NPO подтвердил, что уже было ранее запланировано проведение конкурса в 2020 году, если Дункан Лоуренс из Нидерландов выиграет конкурс песни «Евровидение-2019». Эти планы существовали несколько лет.
Сразу после победы Нидерландов на «Евровидении-2019» главы городов страны начали предлагать кандидатуры принимающих городов для конкурса следующего года. Муниципалитет города Арнем выразил желание принять 65-й международный песенный конкурс «Евровидение-2020», а в качестве одного из потенциальных мест проведения назван стадион GelreDome. Кроме того, на проведение конкурса также могут претендовать Амстердам и стадион Ziggo Dome, а также Роттердам и арена Ahoy Arena. 30 августа 2019 года в 12:00 по центрально-европейскому времени было объявлено, что «Евровидение-2020» будет проходить в Роттердаме.
| Город       | Место                                       | Вместимость | Интересные факты |
| ----------- | ------------------------------------------- | ----------- | --- |
| Амстердам   | Ziggo Dome                                  | 17 000      | — |
| Амстердам   | Йохан Кройф Арена                           | 50 000      | — |
| Арнем       | Стадион «Гелредом»                          | 40 000      | Стадион, который принимал у себя матчи Чемпионата Европы по футболу 2000, а также матчи Чемпионата Европы по футболу среди молодёжных команд в 2007 году.                                                                     |
| Гаага       | Стадион «Карс Джинс»                        | 15 000      | — |
| Гаага       | Дворец Конгрессов                           | 5 000       | Форум принимал у себя «Евровидение-1976» и «Евровидение-1980». |
| Маастрихт   | Маастрихтский Выставочный и Конференц-Центр | 12 000      | Центр принимал у себя крупнейшую в мире и самую престижную художественную ярмарку TEFAF, концерты, европейские топ-конференции и международные спортивные мероприятия, такие как Кубок Дэвиса и Чемпионат Европы по гандболу. |
| Роттердам   | Ahoy Arena                                  | 16 000      | Многофункциональная арена, на которой проходит большинство международных спортивных соревнований. Арена принимала у себя «Детское Евровидение — 2007».                                                                        |
| Утрехт      | Гранд Арена                                 | 10 000      | — |
| Утрехт      | Конференц-центр «Ярбёрс»                    | —           | Проводит многочисленные является постоянным местом проведения музыкальных фестивалей, таких как ASOT festival и Thunderdome. Был заявлен как резервная площадка.                                                              |
| Хертогенбос | Выставочный комплекс «Брабантхаллен»        | 10 000      | Ежегодно принимает у себя несколько выставок, конференций, ярмарок, концертов и другие крупные мероприятия. На территории комплекса есть несколько залов, которые могут служить грин-румом, гардеробными и пресс-центром.     |

## Формат

### Супервайзер
30 сентября 2019 года стало известно, что Юн Ула Санн уходит с поста исполнительного супервайзера после конкурса 2020 года. 20 января 2020 года стал известен новый супервайзер. Им стал шведский телепродюсер Мартин Остердаль, который приступит к работе после Евровидения-2020.

### Логотип и слоган
24 октября 2019 года EBU и национальные вещательные компании представили слоган конкурса — Open Up (с англ. — «Откройся»). Слоган выбран не случайно: он оставляет лёгкую недосказанность для того, чтобы любой желающий имел возможность вложить свой смысл в эту фразу. «Мы говорим: откройся музыке, откройся Роттердаму, откройтесь друг другу. Почувствуйте свободу и дополните этот слоган так, как хочется только вам», — пояснил исполнительный продюсер «Евровидения-2020» Ситсе Баккер.
27 ноября 2019 года организаторы показали логотип конкурса. Он представляет собой круг, состоящий из лучей. Лучи символизируют флаги стран и порядок, в котором эти страны вступили в конкурс. Они идут по часовой стрелке.

### Ведущие
4 декабря 2019 года нидерландский телеканал AVROTROS объявили имена ведущих конкурса. Шанталь Янзен — известная актриса и телеведущая. Она стала известна по ролям на мюзиклах «Tarzan», «Petticoat» и «Hij Gelooft», с 2008 года выступает в качестве телеведущей. Эдсилия Ромбли — ведущая, певица и двукратная участница Евровидения. Эдсилия стала известна после победы на шоу талантов в 1996 году. В 1998 году представляла свою страну, где заняла 4-е место. В 2007 году приняла во второй раз. Она также представляла результаты голосования жюри на конкурсе. Ян Смит — певец, ведущий и комментатор Евровидения в своей стране. Как певец он известен не только Нидерландах, но и в Бельгии, Германии, Австрии и Швейцарии. С 2005 года он успешно выступает в качестве ведущего на различных шоу в своём стране.

### Открытие и интервал акты
Организаторы конкурса сообщили, что для финала будет собран симфонический оркестр из молодых исполнителей, которые выступят со специальным номером. На параде флагов, где участники финала проходят перед публикой будет выступать 15-летний диджей Питер Габриэль.
В большом финале выступят восемь победителей Евровидения в разные годы. Джильола Чинкветти (Италия, 1964) исполнит свою песню «Non ho l’età», Ленни Кюр (Нидерланды, 1969) исполнит «De Troubadour», Гетти Касперс из Teach-In (Нидерланды, 1975) споёт «Ding-A-Dong», Сандра Ким (Бельгия, 1986) выступит с песней «J’aime La Vie», Пол Харрингтон и Чарльз Макгеттиган (Ирландия, 1994) исполнят свою победную песню «Rock ʻnʻ Roll Kids», Александр Рыбак (Норвегия, 2009) выступит с песней «Fairytale», а также предыдущий победитель Дункан Лоуренс с песней «Arcade».

### Замена конкурса
3 апреля на официальном YouTube-канале начало выходить онлайн шоу Eurovision Home Concerts, объявленная цель которого — сохранить главную традицию конкурса, объединять все страны. Эпизоды выходили семь недель каждую пятницу, участники разных лет, сидящие дома в карантине, исполняют собственные песни и делают каверы на песни других участников разных лет.
31 марта также стало известно, что EBU планирует провести онлайн-шоу «Евровидение: Europe Shine a Light», в котором все участники отменённого конкурса должны будут спеть свои песни. Концерт прошёл 16 мая, в тот же день, когда должен был состояться финал конкурса «Евровидение-2020», шоу вели те же ведущие.

## Участники
13 ноября 2019 года EBU было объявлено, что участие в конкурсе примет 41 страна. В это число вошли все страны-участницы конкурса предыдущего года, за исключением Венгрии и Черногории, которые отказались от участия в конкурсе 2020 года по финансовым причинам. Болгария и Украина вернулись на конкурс после годового перерыва.
В отличие от предыдущих лет, ассоциированный член Австралия не нуждалась в приглашении на конкурс 2020 года, поскольку ей было предоставлено разрешение на участие до 2023 года.

### Возвращение
- Болгария — после годового перерыва из-за финансовых проблем 30 октября 2019 года болгарский вещатель BNT подтвердил, что страна возвращается на конкурс в 2020 году[17].
- Украина — после годового перерыва из-за не достигнутого согласия между национальным телевещателем Украины и певицей Марув по поводу условий участия на «Евровидении 2019» и последовавших отказов других участников нацотбора, страна возвращается на конкурс[16].

### Отказ
- Андорра — 18 марта 2019 года генеральный директор андоррского вещателя RTVA Хавьер Муджал заявил, что вещатель будет готов сотрудничать с каталонским вещателем TV3 для участия в конкурсе в будущем, однако официального объявления об участии в 2020 году сделано не было[18]. 22 мая 2019 года RTVA подтвердила, что не будет участвовать в конкурсе 2020 года[19].
- Босния и Герцеговина — 28 декабря 2018 года глава делегации Боснии и Герцеговины Лейла Бабович заявила, что возвращение на конкурс было их главной целью, но их финансовое положение сделало его чрезвычайно сложным из-за больших сумм долгов перед EBU и отсутствия достаточного количества денег для финансирования регулярных расходов[20]. В июле BHRT сообщило, что Босния и Герцеговина не вернётся на конкурс. Последнее участие страны было в 2016 году[21].
- Венгрия — в октябре 2019 года венгерский вещатель MTVA заявил, что A Dal, который использовался в качестве национального отбора с 2012 года, не будет использоваться для выбора участника от Венгрии на конкурс 2020 года, и вместо того, чтобы сосредоточиться на Евровидении, создатели A Dal хотят уделить больше внимания венгерской поп-музыке. При этом первоначально вещатель допускал возможность участия Венгрии на Евровидении-2020, но в итоговом списке участников Венгрии не оказалось[15].
- Люксембург — хотя Люксембург не участвует в конкурсе с 1993 года, наблюдается рост интереса к конкурсу в стране. В мае 2019 года Анна-Мари Давид, победитель конкурса песни Евровидение-1973, призвала нацию вернуться, а петиция от поклонников, требующих возвращения Люксембурга на конкурс, была отправлена в RTL и Палату депутатов. В предыдущие годы RTL заявляла, что страна не вернётся на конкурс из-за финансовых проблем и веры в то, что малые страны не смогут добиться успеха на современном Евровидении[22]. В июле 2019 года вещатель дал понять, что они не будут участвовать в конкурсе 2020 года, так как они сосредоточены на новостях, а не на музыке и развлечениях[23].
- Монако — в августе 2019 года монакский вещатель TMC заявил, что не вернутся на конкурс 2020 года[24].
- Словакия — 5 июня 2019 года словацкий вещатель RTVS заявил, что страна не вернётся на конкурс 2020 года[25].
- Турция — первоначально турецкая телекомпания TRT была заинтересована в возвращении на конкурс после подтверждения своего участия на Евровидении Азия 2019[26][27], однако возвращение Турции маловероятно согласно высказыванию Ибрагима Эрена, генерального директора турецкого телеканала TRT, в котором он объяснил, что они не могут показывать программу, в которой содержатся «сексуально неоднозначные» люди (имеется в виду Кончита Вурст, победитель конкурса 2014 года) в часы, когда дети ещё смотрят телевизор. В сентябре 2019 года TRT заявили, что не вернутся на конкурс 2020 года[28].
- Черногория — 8 ноября 2019 года Черногория объявила, что отказывается от участия в 2020 году по финансовым причинам. Однако 9 ноября генеральный директор RTCG заявил, что страна ещё не приняла окончательное решение. 13 ноября был объявлен окончательный список участников, в котором Черногории не оказалось[29].

### Несостоявшийся дебют
- Казахстан — председатель Агентства Хабар выразил уверенность в том, что в 2020 году станет полноправным членом ЕВU, поэтому участие станет возможным[30]. Однако позже в ЕВС заявили, что Казахстан не дебютирует на конкурсе 2020 года[31][32].
- Каталония — в конце 2018 года TV3 получил разрешение от каталонского парламента на выдвижение членства в EBU. Однако Каталония останется частью Испании и поэтому не является независимым государством. Если бы членство было предоставлено, это позволило бы им дебютировать в конкурсе 2020 года[33].
- Косово — генеральный директор «Косово — РТК» Ментор Шала сказал, что они всё ещё настаивают на полном членстве и всё ещё надеются дебютировать на конкурсе 2020. В настоящее время они ведут переговоры с EBU. EBU проголосует за полноправное членство Косовского вещателя в июне 2019 года, возможно, разрешив стране дебютировать в 2020 году или в ближайшем будущем после этого[34]. В июне 2019 года на 82-й Генеральной Ассамблее EBU члены EBU проголосовали за отмену членства РТК, таким образом, Косово не может присоединиться к EBU вовремя для конкурса 2020 года.
- Фарерские острова — в конце 2018 года фарерская национальная вещательная компания Kringvarp Føroya проявила интерес к вступлению в Европейский вещательный союз и участию в песенном конкурсе «Евровидение». Согласно EBU, Фарерские острова не исключаются правилом о возможности вступления только независимых стран, и в результате фарерская телекомпания начала внутренние дискуссии о подаче заявки на членство в EBU, участии в песенном конкурсе «Евровидение» и даже проведении национального финала, как Dansk Melodi Grand Prix[35].

### Исполнители, уже участвовавшие в «Евровидении» ранее

#### Выступавшие как полноценные исполнители
- Греция: Стефания («Детское Евровидение — 2016» в составе «Kisses» (Нидерланды) — 8 место)
- Мальта: Дестини Чукуньере (Победительница «Детского Евровидения — 2015»)
- Молдова: Наталья Гордиенко («Евровидение-2006» в дуэте с Arsenium — 20 место в финале)
- Сан-Марино: Сенит («Евровидение-2011» — 16 место в полуфинале)
- Сербия: Саня Вучич («Евровидение-2016» — 18 место в финале)

#### Выступавшие как бэк-вокалисты
- Австрия: Винсент Буэно
  - «Евровидение-2017», как бэк-вокалист Натана Трента — 16 место в финале
- Мальта: Дестини Чукуньере
  - «Евровидение-2019», как бэк-вокалистка Микелы Паче — 14 место в финале
- Северная Македония: Василь
  - «Евровидение-2019», как бэк-вокалист Тамары Тодевской — 7 место в финале
- Сербия: Ксения Кнежевич
  - «Евровидение-2015», как бэк-вокалистка Ненада Кнежевича (Черногория) — 13 место в финале
- Швеция: The Mamas
  - «Евровидение-2019», как бэк-вокалистки Джона Лундвика — 5 место в финале

## Жеребьёвка
Церемония передачи символических ключей и жеребьёвка состоялась 28 января 2020 года в Роттердамской ратуше. Жеребьёвка состояла из двух частей. Первая часть жеребьёвки — распределение «большой пятёрки» (Великобритания, Германия, Италия, Испания, Франция) и страны-хозяйки (Нидерланды) на полуфиналы при голосовании. Вторая часть — распределение стран-участниц по полуфиналам, которые должны были состояться 12 и 14 мая. Всего было разбито 35 стран на 5 корзин.
| Корзина 1                                                                                              | Корзина 2                                                                                   | Корзина 3                                                                                   | Корзина 4                                                                                  | Корзина 5                                                                            |
| --- | ------------------------------------------------------------------------------------------- | ------------------------------------------------------------------------------------------- | ------------------------------------------------------------------------------------------ | ------------------------------------------------------------------------------------ |
| Албания (33) Австрия (6) Хорватия (11) Северная Македония (1) Сербия (26) Словения (21) Швейцария (16) | Австралия (22) Дания (7) Эстония (35) Финляндия (17) Исландия (27) Норвегия (2) Швеция (12) | Армения (18) Азербайджан (13) Беларусь (3) Грузия (28) Молдова (8) Россия (34) Украина (23) | Болгария (9) Кипр (4) Греция (31) Мальта (14) Португалия (29) Румыния (24) Сан-Марино (19) | Бельгия (32) Чехия (30) Ирландия (25) Израиль (15) Латвия (20) Литва (5) Польша (10) |

| Первый полуфинал                                                                  | Первый полуфинал                                                                  | Второй полуфинал                                                                       | Второй полуфинал                                                                       |
| Первая половина                                                                   | Вторая половина                                                                   | Первая половина                                                                        | Вторая половина                                                                        |
| --------------------------------------------------------------------------------- | --------------------------------------------------------------------------------- | -------------------------------------------------------------------------------------- | -------------------------------------------------------------------------------------- |
| Северная Македония Беларусь Литва Швеция Словения Австралия Ирландия Россия       | Норвегия Кипр Хорватия Азербайджан Мальта Израиль Украина Румыния Бельгия         | Австрия Молдова Польша Сан-Марино Сербия Исландия Чехия Греция Эстония                 | Дания Болгария Швейцария Финляндия Армения Латвия Грузия Португалия Албания            |
| Голосуют: все участвующие в первом полуфинале страны + Италия Германия Нидерланды | Голосуют: все участвующие в первом полуфинале страны + Италия Германия Нидерланды | Голосуют: все участвующие во втором полуфинале страны + Франция Великобритания Испания | Голосуют: все участвующие во втором полуфинале страны + Франция Великобритания Испания |

## Первый полуфинал
| №  | Страна             | Исполнитель        | Песня                   | Перевод              | Язык                                   |
| -- | ------------------ | ------------------ | ----------------------- | -------------------- | -------------------------------------- |
| 01 | Швеция             | The Mamas          | «Move»                  | «Двигайся»           | Английский                             |
| 02 | Беларусь           | VAL                | «Да відна»              | «До зари»            | Белорусский                            |
| 03 | Австралия          | Монтень            | «Don’t Break Me»        | «Не ломай меня»      | Английский                             |
| 04 | Северная Македония | Василь             | «You»                   | «Ты»                 | Английский                             |
| 05 | Словения           | Ана Соклич         | «Voda»                  | «Вода»               | Словенский                             |
| 06 | Литва              | The Roop           | «On Fire»               | «В ударе»            | Английский                             |
| 07 | Ирландия           | Лесли Рой          | «Story Of My Life»      | «История моей жизни» | Английский                             |
| 08 | Россия             | Little Big         | «UNO»                   | «Один»               | Английский, испанский                  |
| 09 | Бельгия            | Hooverphonic       | «Release Me»            | «Отпусти меня»       | Английский                             |
| 10 | Мальта             | Дестини Чукуньере  | «All Of My Love»        | «Вся моя любовь»     | Английский                             |
| 11 | Хорватия           | Дамир Кеджо        | «Divlji vjetre»         | «Дикие ветры»        | Хорватский                             |
| 12 | Азербайджан        | Самира Эфенди      | «Cleopatra»             | «Клеопатра»          | Английский                             |
| 13 | Кипр               | Сандро             | «Running»               | «Бег»                | Английский                             |
| 14 | Норвегия           | Улрикке Брандсторп | «Attention»             | «Внимание»           | Английский                             |
| 15 | Израиль            | Эден Элена         | «ፍቅር ልቤ» («Feker Libi») | «Моя любовь»         | Английский, арабский, иврит, амхарский |
| 16 | Румыния            | Roxen              | «Alcohol You»           | «Позвоню тебе»       | Английский                             |
| 17 | Украина            | Go A               | «Solovey»               | «Соловей»            | Украинский                             |

## Второй полуфинал
| №  | Страна     | Исполнитель         | Песня                 | Перевод                          | Язык                                                      |
| -- | ---------- | ------------------- | --------------------- | -------------------------------- | --------------------------------------------------------- |
| 01 | Греция     | Стефания            | «SUPERG!RL»           | «Супердевушка»                   | Английский                                                |
| 02 | Эстония    | Уку Сувисте         | «What Love Is»        | «Что такое любовь»               | Английский                                                |
| 03 | Австрия    | Винсент Буэно       | «Alive»               | «Живой»                          | Английский                                                |
| 04 | Молдова    | Наталья Гордиенко   | «Prison»              | «Тюрьма»                         | Английский                                                |
| 05 | Сан-Марино | Сенит               | «FREAKY!»             | «Чокнутый!»                      | Английский                                                |
| 06 | Чехия      | Бенни Кристо        | «Kemama»              | «Окей, мама»                     | Английский                                                |
| 07 | Сербия     | Hurricane           | «Hasta la vista»      | «До свидания»                    | Сербский                                                  |
| 08 | Польша     | Алиция Шемплинская  | «Empires»             | «Империи»                        | Английский                                                |
| 09 | Исландия   | Daði og Gagnamagnið | «Think about Things»  | «Думаешь о вещах»                | Английский                                                |
| 10 | Швейцария  | Gjon’s Tears        | «Répondez-moi»        | «Ответьте мне»                   | Французский                                               |
| 11 | Дания      | Ben & Tan           | «Yes»                 | «Да»                             | Английский                                                |
| 12 | Албания    | Арилена Ара         | «Fall from the Sky»   | «Падение с неба»                 | Английский                                                |
| 13 | Финляндия  | Аксел Канкаанранта  | «Looking Back»        | «Оглядываясь назад»              | Английский                                                |
| 14 | Армения    | Атена Манукян       | «Chains On You»       | «Цепи на тебе»                   | Английский                                                |
| 15 | Португалия | Элиза               | «Medo de sentir»      | «Страх перед чувствами»          | Португальский                                             |
| 16 | Грузия     | Торнике Кипиани     | «Take Me As I Am»     | «Прими меня таким, какой я есть» | Английский, итальянский, испанский, французский, немецкий |
| 17 | Болгария   | Виктория            | «Tears Getting Sober» | «Слёзы становятся трезвыми»      | Английский                                                |
| 18 | Латвия     | Саманта Тина        | «Still Breathing»     | «Ещё дышу»                       | Английский                                                |

## Финал
| №  | Страна         | Исполнитель   | Песня                         | Перевод               | Язык                    |
| -- | -------------- | ------------- | ----------------------------- | --------------------- | ----------------------- |
|    | Великобритания | Джеймс Ньюмен | «My Last Breath»              | «Мой последний вздох» | Английский              |
|    | Германия       | Бен Долич     | «Violent Thing»               | «Жестокая вещь»       | Английский              |
|    | Испания        | Блас Канто    | «Universo»                    | «Вселенная»           | Испанский               |
|    | Италия         | Диодато       | «Fai rumore»                  | «Нарушь тишину»       | Итальянский             |
| 23 | Нидерланды     | Жангю Макрой  | «Grow»                        | «Расти»               | Английский              |
|    | Франция        | Том Лееб      | «Mon Alliée (The Best in Me)» | «Лучшее во мне»       | Английский, французский |

## Комментаторы

### Участвующие страны
- Австралия — неизвестно (SBS, всё шоу)[149]
- Беларусь — Евгений Перлин (Беларусь 1 и Беларусь 24, всё шоу)[150]
- Великобритания — Скотт Милс и Райлан Кларк-Нил (BBC Four, полуфиналы); Грэм Нортон (BBC One, финал)[151]
- Германия — Петер Урбан и Михаэль Шульте (One, полуфиналы; One, Das Erste, Deutsche Welle, финал)[152][153]
- Греция — Мария Козакоу и Гиоргос Капоутзидис (ERT, всё шоу)[154]
- Израиль — Геула Эвен Са’ар и Асаф Либерман (Kan 11, всё шоу)[155]
- Италия — неизвестно (Rai 4, полуфиналы); неизвестно (Rai 1, финал); неизвестно (Rai Radio 2, финал)[156][157]
- Норвегия — неизвестно (NRK1, всё шоу)[158]
- Россия — Юрий Аксюта и Яна Чурикова (Первый канал, всё шоу)[159]
- Франция — неизвестно (France 2, финал)[160]
- Швейцария — Немецкий: неизвестно (SRF info, 1-й полуфинал; SRF zwei, 2-й полуфинал; SRF 1, финал)[161]

### Не участвующие страны
- Канада — неизвестно (Omni Television)[162]
- США — неизвестно (Netflix)[163]

## Песни участников
С 3 февраля 2020 года на официальном канале конкурса в YouTube, под названием Eurovision Song Contest, началось представление песен, которые участники должны были исполнять на «Евровидении 2020». Первой представили фрагменты из композиции «Kemama» чешского исполнителя Бенни Кристо. Первой песней, размещённой в полном объёме (8 февраля 2020 года), стала «Don’t Break Me» австралийской певицы Монтень (представлено концертное исполнение). 17 февраля 2020 года был размещён первый видеоклип в полном объёме, на композицию «Release Me» бельгийской поп-рок-группы Hooverphonic.
По состоянию на 19 марта 2025 года наибольшее число просмотров набрал клип «UNO» российской панк-поп-рэйв-группы Little Big, размещённый 12 марта 2020 года, — более 293 млн просмотров, что является также лучшим показателем среди всех видео, когда-либо размещённых на официальном канале конкурса «Евровидение» в YouTube.

## Скандалы и инциденты

### Отмена конкурса
В связи со вспышкой коронавируса COVID-19, который был обнаружен в китайском городе Ухань в конце 2019 года, стали поступать сообщения о возможном переносе конкурса или даже полной отмене. Оптимисты предполагали, что с вирусом возможно справиться, как с SARS в 2003 году; пессимисты предрекали отмену конкурса из-за эпидемии. Правительство Нидерландов и Европейский вещательный союз утверждали, что внимательно следят за ситуацией распространения вируса, и призывали не делать поспешных решений. Это заявление оставалось в силе и после объявления пандемии COVID-19 Всемирной организацией здравоохранения 11 марта 2020 года.
9 марта 2020 года стало известно, что представительница Израиля Эден Элена не поедет в Нидерланды на съёмку открытки в связи с ограничениями на перемещения граждан, введёнными Министерством здравоохранения Израиля с целью препятствовать распространению коронавируса. Представлявшая Литву группа The Roop также отказалась ехать в Нидерланды на съёмки открытки, после того как ВОЗ признала распространение заболевания пандемией. Позже и представительница Болгарии заявила, что не будет снимать открытку, вместо этого используя время в Роттердаме лишь для репетиций.
Мэр Роттердама Ахмед Абуталеб говорил, что окончательное решение будет принято в начале апреля, однако уже 18 марта пресс-служба конкурса опубликовала у себя в Twitter сообщение об отмене конкурса.

### Требование перенести конкурс
После отмены конкурса вещатель Сан-Марино SMRTV и ещё несколько стран-вещателей «Евровидения» потребовали пересмотреть решение об отмене конкурса и перенести его на осень. По словам вещателя, слоган конкурса «Open Up» (с англ. — «Откройся») не должен превращаться в «Shutdown» (с англ. — «Выключение»). ЕВС никак не прокомментировал предложение.